# Atabeg
Atabeg fou un títol d'alt dignatari sota els seljúcides. Els atabegs representen al cap militar i progressivament àrbitre en les disputes i governa en nom dels prínceps. El títol no es donava en altres societats turques fins als oghuz. Ata vol dir pare.

## Origen
La primera vegada que se sap del cert que fou utilitzat ho fou pel sultà Màlik-Xah, que com que va pujar molt jove al poder va donar el làqab (títol) d'atabeg al seu visir (iranià i no turc) Nidham-al-Mulk, que equivalia a dir que li delegava la seva autoritat com si fos el seu pare, tot i que per les característiques posteriors dels atabegs com a caps militars i turcs, aquest títol degué ser una excepció. Anteriorment s'esmenta a l'obra Akhbar al-dawla al-saldjikiya que Alp Arslan, quan era molt jove, i encara vivia el seu pare, tenia un atabeg de nom Qutb-ad-Din Kulsai (Kizil Sari?) però el testimoni no és prou aclaridor de l'existència del càrrec. Després de la mort de Màlik-Xah el títol apareix a totes les branques de la dinastia fins i tot a Rum.
Barkyaruq, encara viu el seu pare, va tenir com atabeg i com a preceptor (murabbiyun) al djandar Gümüshtakin. Després Barkyaruq va nomenar atabegs pels seus germans Sandjar i Muhammad quan els va donar feus, i abans de morir en va nomenar un pel seu fill Màlik-Xah II. Al mateix tempos el seu oncle Tutuix I ibn Màlik-Xah, que tenia en feu Síria nomenava atabegs pels seus fills Rudwan o Ridwan d'Alep i Duqaq de Damasc.
Tots els prínceps seljúcides especialment quan eren joves, tenien el seu atabeg i si hi havia diversos fills i havia diversos atabegs. A Rum el primer atabeg fou Khumartash al-Sulaymani, atabeg de Kilij Arslan I. Després apareix com a protector del sultà seljúcida de Malatya designat per la sultana mare com a protecció contra el seu germà sultà de Konya; la mare es va casar a una seria de caps militars que foren successius atabegs, el darrer dels quals fou el ortúkida Balak.

## Funció
Els atabegs segueixen esmentats tot el segle xii i al segle xiii, però sense poder agafar influència fins que els sultans foren posats sota protectorat mongol, i fou llavors quan van sorgir atabegs influents com Djalal al-Din Karatay, però controlat per un consell d'alts dignataris que no permetia a un sol atabeg tenir el poder. Tots els atabegs sortien de la categoria dels militars, generalment esclaus o d'origen esclau. Quasi sempre, si n'hi havia, els atabegs es casaven amb la vídua del príncep difunt i mare del príncep sota custòdia i així per exemple Dhàhir-ad-Din Tughtikín, atabeg de Damasc es va casar amb la mare de Duqaq.
Les seves funcions eren la participació total al govern que l'eximia de funcions inferiors, encara que podia ser substituït per un altre atabeg. Una vegada el príncep era major l'autoritat de l'atabeg desapareixia i esdevenia un conseller. Quan un atabeg no es conformava amb això la situació podia acabar malament amb l'execució de l'atabeg o amb el trencament. Tanmateix, progressivament la posició dels atabegs va anar guanyant força. Al segle xii els atabegs van suplantar les funcions del príncep; aquest, obligat a tenir un cap militar més poderós que ell mateix, però nominalment sotmès, el nomenava com atabeg d'un dels seus fills menors. Quan s'aixecava un pretendent també tenia un atabeg pretendent.
Finalment el càrrec va esdevenir hereditari; a Damasc Dhàhir-ad-Din Tughtikín va prendre el poder efectiu al morir Duqaq sense hereu; a mitjan segle xii els atabegs de l'Azerbaidjan (Ildegízides, originats en Ildegiz atabeg del sultà Arslan) van formar una dinastia; a Mossul el sultà fou eliminat pels hereus de l'atabeg Imad ad-Din Zengi (1144); el darrer sultà principal seljúcida de l'Iran fou eliminat el 1192 per una coalició entre Ildegízides, el xa Muhàmmad de Coràsmia i el califa. No obstant els atabegs no van agafar en general el títol de sultà, i van conservar el seu propi, que ara es podia considerar equivalent a sultà o príncep territorial.
Al Fars els salghúrides van eliminar els atabegs locals i van portar el títol d'atabegs tot i que no hi havia cap sultà en custodia. La dinastia més coneguda databegs és la dels zengites de Mossul a causa de l'obra d'Ibn al-Athir. l'darrera dinastia d'atabeg va sorgir al Luristan al segle xiii però era un títol que no tenia origen previ en la funció databeg.
Els xas de Coràsmia van donar atabegs als seus fills menors que no tenien autoritat sobre cap territori. Més endavant apareix com a títol honorífic i com a designació dels turos dels prínceps als estats mongols o turcomongols. Fins i tot apareixen atabegs a Geòrgia. Hi va haver atabegs amb els aiúbides però fou poc utilitzat a Egipte i Damasc, però si que ho fou al Iemen i a Alep durant les minories dels prínceps. Per la via d'Alep va arribar als mamelucs egipcis on el fundador de la dinastia Aybak va portar el títol no com a tutor sinó com a marit de la vídua i hereva d'as-Sàlih Ayyub, Xàjar-ad-Durr. El títol, generalment sense poder, va subsistir fins al final de la dinastia
El càrrec ja no apareix sota els otomans.